# 倉敷福山道路
倉敷福山道路（くらしきふくやまどうろ）は、岡山県倉敷市から広島県福山市に至る総延長約55 kmの地域高規格道路である。全線が国道2号のバイパス道路であり、1994年（平成6年）12月16日に計画路線に指定され、1998年（平成10年）には整備区間に格上げされた。
倉敷市から福山市にかけての国道2号（現道）沿線では交通需要の拡大に伴い、各所で慢性的な交通混雑や渋滞が発生している。こうした状況の緩和や交通事故の削減、円滑な移動性の確保などを目的として、本道路を構成する各道路が順次建設され、供用が開始されている。

## 構成する道路
本道路は起点の岡山側から玉島バイパス、玉島笠岡道路（部分供用）、笠岡バイパス（部分供用）、福山道路（未供用）、赤坂バイパス、松永道路の順に構成されている。このうち玉島笠岡道路、笠岡バイパス（本線）、福山道路、松永道路（今津ランプ以西）は自動車専用道路である。

### 玉島バイパス
- 起点 : 岡山県倉敷市中島 （大西交差点において、国道2号岡山バイパスに接続）
- 終点 : 岡山県倉敷市玉島阿賀崎
- 総延長 : 9.3 km

1981年（昭和56年）から1994年（平成6年）にかけて側道経由で、2002年（平成14年）までに高架部を含めた全線が暫定2車線で供用が開始された。また、高梁川大橋東詰（倉敷市片島町）から船穂JCT（倉敷市船穂町）にかけての延長2.7 kmにおいては「倉敷立体」事業により、2020年（令和2年）3月14日に橋梁部4車線供用された。

### 玉島笠岡道路
- 起点 : 岡山県倉敷市玉島阿賀崎
- 終点 : 岡山県笠岡市西大島新田
- 総延長 : 13.9 km

2015年（平成27年）、起点の玉島西IC - 浅口金光IC（浅口市金光町佐方）間の延長4.5 kmが暫定2車線で供用が開始された。残る区間である浅口金光IC - 終点の笠岡東IC（仮称）間の延長9.4 kmについては2026年度（令和8年度）の全線供用に向けて建設工事が進められている。

### 笠岡バイパス
- 起点 : 岡山県笠岡市西大島新田
- 終点 : 岡山県笠岡市茂平
- 総延長 : 7.6 km

2008年（平成20年）に一部区間の側道（2車線）が供用開始された。2025年度（令和7年度）に笠岡東IC（仮称） - 新笠岡港東IC（仮称）間延長2.8 kmが開通予定。

### 福山道路
- 起点 : 岡山県笠岡市茂平
- 終点 : 広島県福山市赤坂町
- 総延長 : 16.5 km

福山道路は用地買収が難航しており、後述の区間を除き工事着手に至っていない。芦田川西側の長和IC（仮称、福山市瀬戸町長和）から終点側の延長3.3 kmは2001年（平成13年）に事業化、2019年（令和元年）に着工されたものの、長和ICから起点側の延長13.2 kmは2024年時点においても調査区間のままであり、用地取得も全くされておらず全線供用の目途は立っていない。

### 赤坂バイパス
- 起点 : 広島県福山市瀬戸町
- 終点 : 広島県福山市神村町
- 総延長 : 4.2 km

1998年（平成10年）に全線が暫定2車線（起点付近は4車線）で供用されている。

### 松永道路
- 起点 : 広島県福山市神村町
- 終点 : 広島県尾道市高須町（本道路指定区間 : 広島県福山市今津町）
- 総延長 : 7.1 km（本道路指定区間 : 3.1 km）

起点から福山西JCT（福山市今津町）にかけての3.1 kmが本道路に、同JCTから終点の延長4.0 kmは高規格幹線道路の尾道福山自動車道に指定されている。2017年（平成29年）に、これまで暫定2車線であった起点から今津ランプまでの区間（延長2.5 km）が拡幅され、全線が完成4車線で供用されている。